# Група рідкісних дерев (Чернівці, вул. Головна)
Гру́па рі́дкісних дере́в — ботанічна пам'ятка природи місцевого значення в Україні. Розташована в межах міста Чернівці, вулиця Головна, 135 (територія Обласної консультативної стоматполіклініки). 
Площа 0,3 га. Статус надано згідно з рішенням виконавчого комітету Чернівецької обласної ради народних депутатів від 30 травня 1979 року № 198. Перебуває у віданні Обласної консультативної стоматполіклініки. 
Статус надано з метою збереження декоративної групи дерев, у складі якої ялина колюча (Picea pungens), а також види, занесені до Червоної книги України — сосна кедрова європейська (Pinus cembra) і тис ягідний (Taxus baccata). 